# Boi Ruiz i Garcia
Boi Ruiz i García (Barcelona, 1954) és un polític català, doctor en Medicina i Cirurgia per la Universitat de Barcelona i diplomat en Gestió Hospitalària per l'Escola d'Alta Direcció i Administració de Barcelona. Fou conseller de Salut entre 2010 i 2016, durant la presidència d'Artur Mas.

## Biografia
Boi Ruiz García es metge, doctor "cum laude" per la Universitat de Barcelona i Diplomat en Gestió Hospitalària per l'Escola d'Alta Direcció i Administració de Barcelona. Té una dilatada carrera com a clínic, gestor, alt directiu en el sector sanitari i sociosanitari, professor universitari, consultor internacional i autor de nombrosos Treballs, articles i publicacions relacionats amb polítiques de salut, Planificació sanitària i gestió de centres i serveis sanitaris.
Va ser de 1994 a 2007 director general de La Unió, Associació d'Entitats Sanitàries i Socials, entitat creada el 1975 amb el nombre d'Unió Catalano-Balear d'Hospitals i que agrupa i representa actualment a la majoria de Centres Públics i Privats de Catalunya que configuren xarxa del Sistema sanitari integral d'utilització pública de Catalunya (SISCAT). Va ser nomenat president de l'entitat el 2008 càrrec que va exercir Fins al 2010. (uch.cat).
El 2008 va contribuir a la fundació de l'Organització Espanyola d'Hospitals i Serveis de Salut (OHESS).
Va ser nomenat conseller de Salut de Govern de la Generalitat de Catalunya al desembre de l'any 2010, en plena crisi econòmica amb l'encàrrec d'evitar la fallida de la sanitat pública catalana, mantenint la cobertura universal, la cartera de prestacions i la xarxa d'establiments existents.
La menor disponibilitat pressupostària, conseqüència de la menor recaptació fiscal produïda per la crisi, el retorn del deute i la despesa financera i la dràstica limitació de l'endeutament, va comportar l'adopció de mesures, amb un gran debat polític i social com el Produït en totes les comunitats autònomes. Mitjançant regulacions administratives, va ampliar el dret a l'atenció sanitària a Catalunya als immigrants empadronats o amb la seva residència acreditada per la Creu Roja. Defensor de retre comptes dels resultats de la gestió i les polítiques públiques, especialment de les sanitàries, va impulsar la seva publicació mitjançant la Central de Resultats de l'Observatori l'Agència de Qualitat i Avaluació del Departament de Salut. Aquesta iniciativa, que es basa en la seva pròpia tesi doctoral, es única per la seva dimensió a Espanya ja que abasta amb caràcter nominal a tots els Centres hospitalaris, d'atenció primària, d'atenció sociosanitària, de salut mental, centres de recerca i la salut pública.
Considera les polítiques de salut com a responsabilitat de Govern i no únicament de Ministeri o de Conselleria competent en la matèria. Va posar en marxa, sota el patrocinat de l'OMS, el Pla Inter-departamental de Salut Pública (pinsap) com a resposta al lema de Salut en Totes les Polítiques.
Va promoure, amb Neus Munté, Consellera de Benestar Social, la indissoluble relació entre l'atenció sanitària i l'atenció social a través del Pla Inter-departamental d'Atenció Sanitària i Social (PIAI). Entenent la participació dels pacients com un dret, va promoure el seu Reconeixement mitjançant decret llei, amb la creació del Consell Consultiu de Pacients.
Actualment presideix la Consultora Know How Advisers (knowhowadvisers.com) amb seu a Barcelona, la qual va fundar amb Viky Morón Mendicuti.
És professor de la Universitat Internacional de Catalunya (UIC) on dirigeix la Càtedra de Gestió Sanitària i Polítiques de Salut i l'Institut Universitari de Pacients, així com el Màster Universitari en Gestió Sanitària de la seva Facultat de Medicina.
És també codirector i professor del Màster en Direcció i Gestió Sanitària de la Online Business School (OBS) de Barcelona, professor del Màster en Gestió Sanitària de la Universitat de Barcelona i Professor del Màster en Planificació i Gestió Sanitària de la Universitat Europea de Madrid- SEDISA.
En l'àmbit social és vicepresident de la Fundació Humans que promou els aspectes relacionats amb la humanització de l'assistència a Espanya, Vicepresident de la Fundació Grup d'Afectats d'Esclerosi Múltiple (GAEM) i patró de la Fundació Sant Camil.